# Autoclave

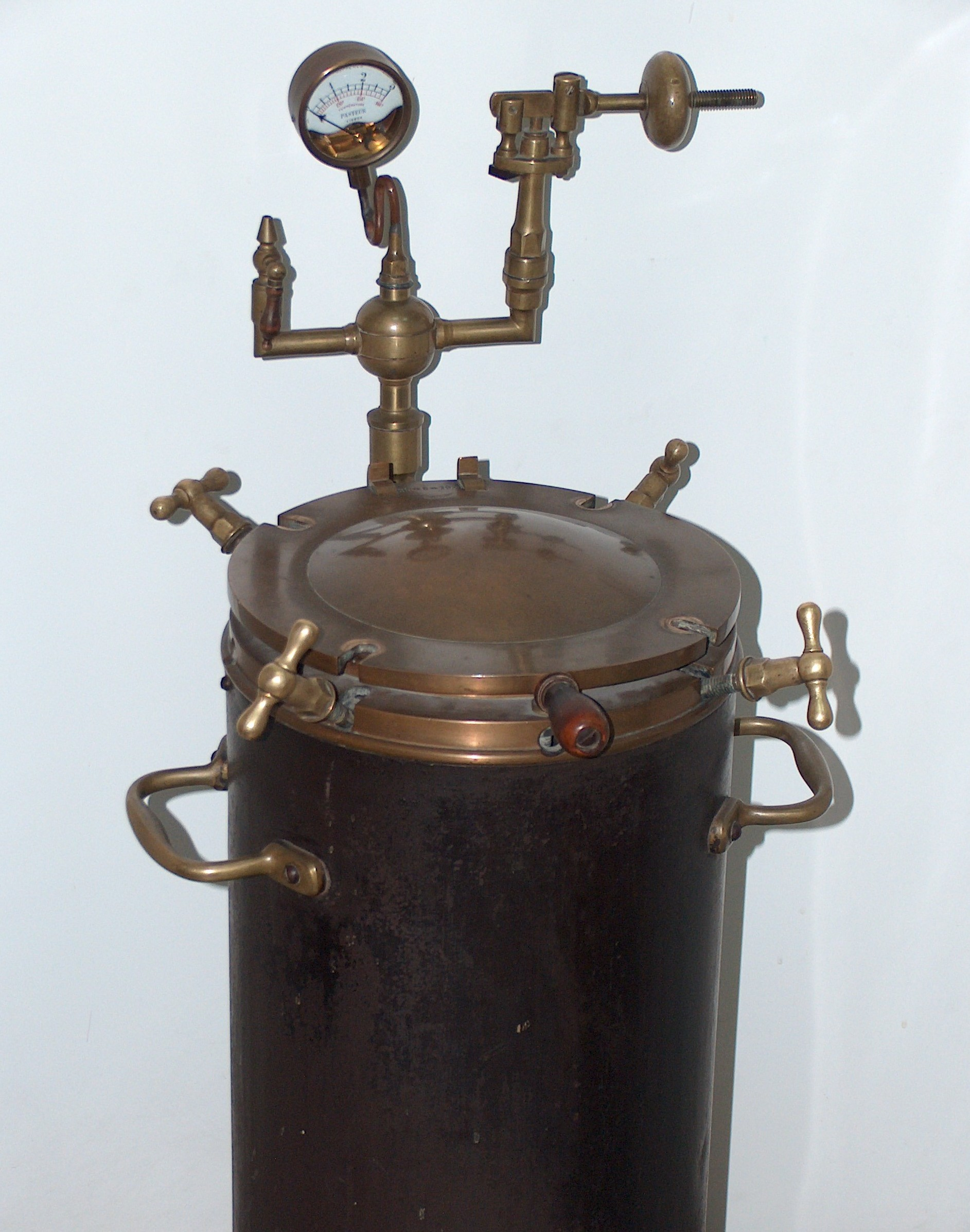
Autoclave de paredes simples

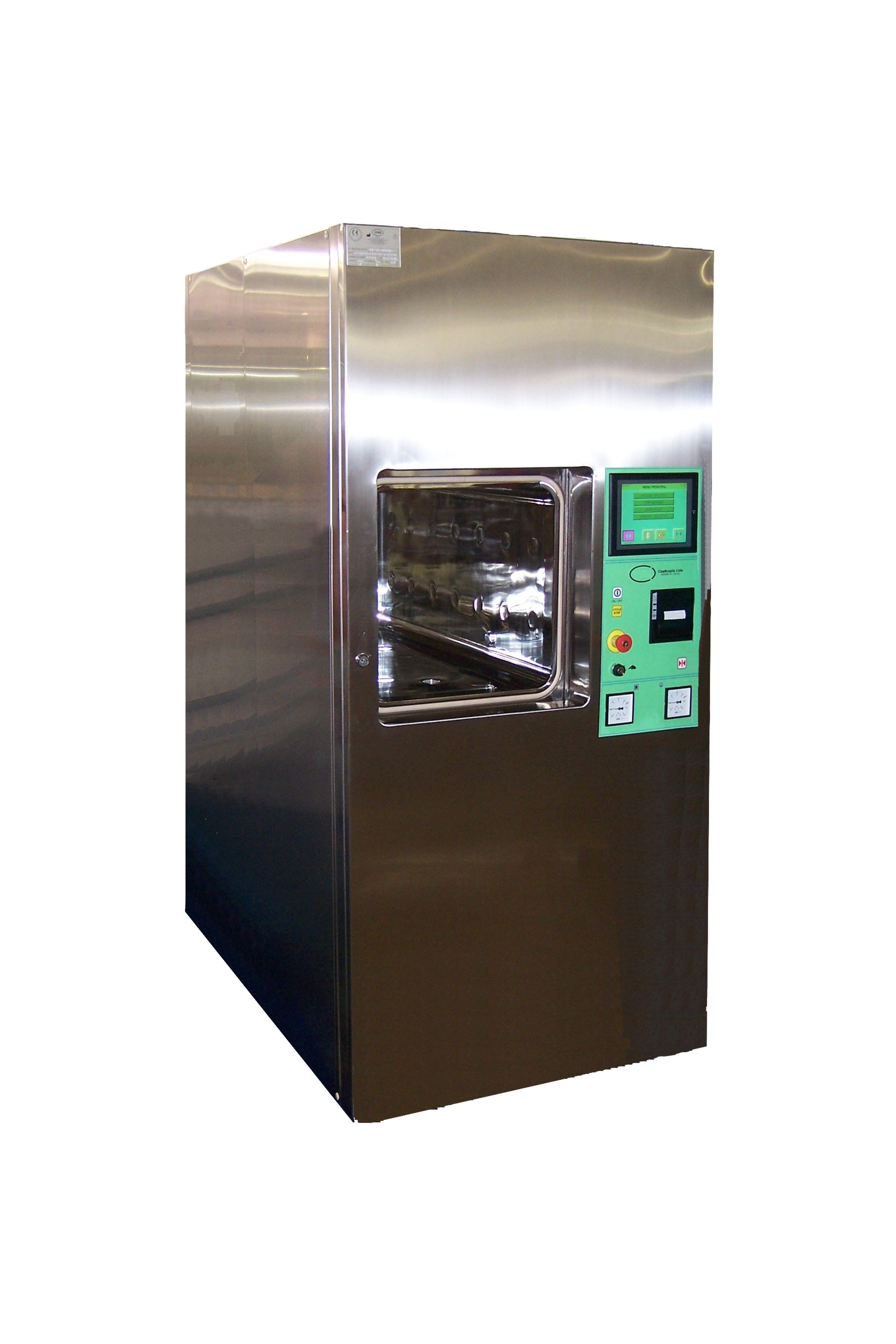
Autoclave Hospitalar com Interface Digital

Autoclave é um aparelho utilizado para esterilizar materiais e artigos médico-hospitalares por meio do calor úmido sob pressão inventado por Charles Chamberland, inventor e auxiliar de Louis Pasteur.
A autoclave é um equipamento no qual o material a ser esterilizado é colocado de forma a fazê-lo entrar em contato com o vapor de água em altas temperaturas e pressão por um tempo determinado. A ação combinada da temperatura, pressão e umidade promovem a termocoagulação e desnaturação de proteínas enzimáticas e estruturais dos microrganismos, causando sua morte. Consiste em um cilindro metálico, que pode ser tanto horizontal como vertical, que possui uma resistência interna cuja função é aquecer a água; uma tampa com parafusos para fechá-la hermeticamente, válvulas de segurança e para saída de ar; um indicador de temperatura e pressão e controle de temperatura. Desse modo, é trivial que o material a ser autoclavado seja resistente às temperaturas utilizadas. A esterilização por autoclave é um dos processos mais comuns em laboratórios, hospitais, empresas e indústrias sendo um método eficiente, rápido e econômico utilizado para esterilizar materiais termorresistentes. Na prática laboratorial, os meios de cultura antes de serem usados precisam ser esterilizados pelo aquecimento do meio em uma autoclave. Dentre suas vantagens, pode-se citar alta eficiência da esterilização; equipamentos de simples operação e de baixo custo. Contudo também apresenta algumas desvantagens como a manutenção do volume dos resíduos tratados, geração de maus odores e aerossóis não patogênicos, além de precisar de recipientes termorresistentes que tem custo relativamente elevado.

## História
A história da autoclave, que se tornaria de grande importância tanto na bacteriologia quanto na prática hospitalar, tem sua origem atribuída inicialmente a uma ideia surgida na publicação de Denis Papin, em 1681, intitulada "Um novo digestor ou motor para amolecer ossos". O biodigestor criado por Papin consistia em um equipamento semelhante a uma panela de pressão que permitia que a água fosse mantida a temperaturas acima de 100 °C.
Na década de 1830, William Henry, médico de Manchester que se dedicou à saúde pública, publicou os resultados de suas "Experiências do poder desinfetante do aumento da temperatura com vistas à sugestão de um substituto para a quarentena". Nesse estudo, William tratou com ar quente aquecido a vapor roupas e outros artigos pessoais de indivíduos infectados, e descobriu que eles estavam "livres de infecção".
Em 1874, Louis Pasteur pediu a Charles Chamberland que o auxiliasse inventando algum equipamento que eliminasse os microrganismos contaminantes presentes em suas experiências realizadas durante o desenvolvimento da vacina contra raiva. A partir de tal criação, Louis Pasteur), em 1876, e posteriormente Robert Koch e sua equipe, em 1881 realizaram diversos experimentos utilizando autoclaves, estabelecendo regimes de esterilização por calor seco e vapor, com parâmetros científicos bem definidos. Pasteur observou que o calor úmido é mais eficaz que o calor seco. Uma de suas investigações demonstrou que a exposição ao calor úmido a 110–120 °C durante 30 minutos foi tão eficaz quanto a exposição ao calor seco a 130–150 °C durante 1 hora.
Com o tempo, novos designs de autoclaves apareceram e foram sendo desenvolvidos Uma empresa parisiense comercializou um modelo de laboratório em 1884 sob o nome de Chamberland. Na virada do século, as autoclaves com camisa de vapor, das quais o vapor podia ser evacuado ao final do ciclo de aquecimento, possibilitaram a hospitais que tivessem suprimento de água seca, curativos cirúrgicos e equipamentos estéreis.

## Usos
A autoclave é um aparelho utilizado para esterilizar diversas ferramentas e utensílios para uso em laboratórios de pesquisa, hospitais e demais ambientes onde se faz necessária a total segurança em termos de qualidade sanitária. Os principais locais de utilização de uma autoclave são: laboratórios de química, laboratórios farmacêuticos, laboratórios médicos e ambientes de saúde de forma geral. É amplamente utilizada para métodos e procedimentos em microbiologia, medicina, tatuagens, piercings, odontologia, fabricação de próteses, entre outras.
Para cada material a ser esterilizado há um tipo de autoclave mais indicado e cada fabricante do material a ser esterilizado deve dizer se o mesmo pode ser autoclavado ou não. Geralmente, os materiais compatíveis com esse processo de esterilização são: frascos de culturas de células, instrumentos cirúrgicos, vidrarias de laboratório, ponteiras para micropipetas, meios de cultura e aço inoxidável. Já os não compatíveis são: polietileno, poliuretano, poliestireno, reagentes químicos (ácidos, bases e solventes orgânicos) e aço não inoxidável.

## Função
O objetivo é eliminar todos os microorganismos presentes incluindo os esporos. A autoclave utiliza vapor a uma pressão de 1,1kg/cm² para atingir a temperatura de 121ºC. As altas temperaturas atingidas quando o vapor é aplicado sob alta pressão que matam os microorganismos. A morte de endósporos termorresistentes requer o aquecimento acima do ponto de ebulição da água a 1 atm. Não é possível assegurar que os endósporos foram mortos, a menos que a temperatura de 121ºC da autoclave seja mantida durante 15 minutos considerando pequenas quantidades de material. Se o material submetido a esterilização é volumoso, a transferência de calor em seu interior será lenta, devendo o tempo de aquecimento ser estendido. No caso de autoclavagem de frascos contendo líquidos é importante desrosquear a tampa antes de iniciar o processo para evitar a quebra de frascos e liberação do conteúdo destas na câmara interna.

## Viabilidade de esterilização
O vapor pressurizado oferece muito mais calor do que a água na mesma temperatura garantindo uma transferência de calor mais rápida, uma boa penetração nos materiais a serem esterilizados e um alto potencial microbicida. Assim sendo esse método de esterilização é o mais econômico, seguro e eficaz para materiais termorresistentes.

## Indicadores de monitoramento
Os métodos de verificação da eficácia da esterilização pela autoclave consistem em uso de indicadores biológicos, físicos e químicos.

### Indicadores físicos
Consiste no monitoramento de parâmetros como tempo, temperatura e pressão ao longo do processo com geração de relatórios.

### Indicadores biológicos
Consistem em indicadores com contagem prévia de micro-organismos esporulantes para comparação antes e depois do processo de esterilização.
Os indicadores biológicos disponíveis no mercado consistem, no geral, de esporos de micro-organismos resistentes a temperatura tal como Bacillus stearothermophilus. Os esporos foram destruídos se a temperatura de 121ºC foi atingida por pelo menos 15 minutos.

### Indicadores químicos
Existem vários indicadores químicos sendo estes divididos em classes. Os de Classe I também denominados de Indicadores de Processo são usados para confirmar a exposição do material ao processo de esterilização. As fitas indicadoras são coladas em cada embalagem dos materiais a serem autoclavados. Essas fitas adesivas são impregnadas com uma substância química termossensível que deverá apresentar mudança de coloração em temperaturas elevadas. Os de Classe II também chamados de Indicadores para uso em Testes Específicos como por exemplo o Bowie-Dick. Os de Classe III são os Indicadores Paramétricos no qual analisam apenas um determinado parâmetro considerado crítico tal como a temperatura do processo. Os de Classe IV são os Indicadores Multiparamétricos nos quais analisam mais que um parâmetro considerado crítico como pressão e temperatura. Os de Classe V são chamados de Indicadores Integradores nos quais reagem a todos os parâmetros considerados críticos no que tange um intervalo determinado do ciclo e faixa específica de temperatura. Os de Classe VI, por fim, são Indicadores Emuladores que, assim como os de Classe V, reagem a todos os parâmetros considerados críticos no que tange um intervalo determinado do ciclo com a diferença que os valores especificados são referentes aos ajustes dos ciclos selecionados.

## Equipamento de Proteção Individual
Em relação ao método de autoclavagem é necessário o uso de luvas de amianto durante o manuseio da autoclave bem como dos produtos pós-autoclavados visto que atingem temperaturas elevadas.

## Funcionamento
O processo de autoclavagem consiste dos processos de pré-vácuo, admissão de vapor, esterilização, exaustão lenta, arrefecimento da carga e descarte do condensado. Primeiramente, há criação de pressões negativas no interior do autoclave. Em seguida. o vapor é introduzido, entrando mais facilmente por causa do vácuo, aumentando a pressão gradativamente para que ocorra o contato entre a água superaquecida e os materiais de interesse, assim como fazer com que ela penetre nos invólucros com acesso total a todas as suas superfícies. Mantém-se a temperatura e a pressão altas, as quais são diferentes entre cada material introduzido, durante o período de tempo necessário para concluir o processo. Depois disso, o vapor é liberado aos poucos, passando por filtros de poros pequenos que impedem que os microorganismos saiam da autoclave e que permitem uma redução aos poucos da pressão até atingir uma atmosfera. Por fim, o efluente formado no processo é descartado numa estação de tratamento, sendo posteriormente liberado como um efluente doméstico.

## Modelos de autoclave
Existem vários modelos de autoclaves, mas podemos dividi-los em duas classes principais:
- Autoclave de paredes simples
- Autoclave de paredes duplas

### Autoclave de paredes simples
Este tipo de autoclave pode existir em variadíssimos tamanhos, sendo geralmente formado por um cilindro metálico resistente, vertical ou horizontal e com uma tampa que permite fechar hermeticamente o autoclave. Essa tampa apresenta parafusos de orelhas e uma anilha de amianto que impedem a existência de fugas de pressão.
Os autoclaves de paredes simples têm geralmente um manômetro, uma torneira para descarga e uma válvula de segurança.
No interior do autoclave na parte inferior coloca-se água e logo acima um cesto ou tabuleiro com o material a esterilizar, e aquece-se a parte inferior externa do autoclave com chama ou resistências elétricas.
Os autoclaves não necessitam de termômetro para indicar a que temperatura se encontra o vapor de água no seu interior visto que existe uma relação direta entre a pressão do vapor de água saturado e a temperatura desse mesmo vapor .
Para que a esterilização seja bem feita, é necessário ter em atenção que no início do aquecimento existe ar no interior do autoclave além do vapor de água, sendo por isso necessário abrir a válvula para deixar sair o ar (não é recomendado colocar a mangueira dentro da água para verificar a formação de bolhas, pois esta ação pode causar interferência no funcionamento do equipamento, ao gerar uma pressão no interior da autoclave). Quando termina o tempo calculado para uma correta esterilização, deve-se retirar a chama e deixar arrefecer lentamente, só abrindo a torneira de descarga e lentamente, após o manômetro indicar zero. Deve-se ter o máximo de cuidado ao abrir devido à pressão interna, abrindo-se a válvula de escape de pressão somente pelo lado contrário da tampa autoclave. A temperatura do processo a vapor varia conforme os materiais a serem esterilizados situando-se entre 121 e 134 °C. A pressão para esterilização é de cerca de 1 atm para 121ºC.
Um ciclo completo de esterilização constitui-se basicamente de três etapas: Aquecimento, Esterilização e Secagem, podendo após a realização das três etapas completas, dizer que a esterilização foi completa.

### Autoclave de paredes duplas
Este tipo de autoclave possui duas câmaras sendo uma interna e outra externa. O espaço entre a câmara interna de pressão e a externa é utilizado para manutenção e controle da temperatura durante o processo. Também conhecido como autoclave horizontal, o modelo possui bomba de vácuo para a retirada do ar antes da entrada do vapor e para secagem dos materiais no final do processo. A retirada do ar e entrada do vapor é feita em pulsos de forma a uniformizar a temperatura e ação do vapor esterilizante em toda a câmara de processo (interna).
Neste modelo, o vapor é gerado em caldeira separada, abastecida de água destilada ou purificada com filtros de osmose reversa. Normalmente, devido à maior complexidade do processo e da tubulação hidráulica, este autoclave possui sistema automatizado por um controle computadorizado (CLP) que controla as válvulas automáticas durante todo o ciclo. As etapas do ciclo são gravadas digitalmente e impressas , garantindo a segurança e certificando a operação. Cada país possui um conjunto de normas exigindo estas certificações de qualidade no processo de esterilização para hospitais, laboratórios ou indústrias. Modelos chamados "de barreira", possuem 2 portas;~,pool que impedem contaminação da área limpa, com entrada do material contaminado por uma porta e saída do material estéril por outra, só abrindo uma porta de cada vez. Vários sistemas de segurança estão incorporados, impedindo a abertura das portas quando ainda há pressão na câmara ou a temperatura de contacto do material ainda não é segura. Válvulas mecânicas de alívio e controlo eletrônico rigoroso da pressão evitam acidentes com a câmara de esterilização.
Alguns modelos permitem esterilização mista de vapor com agentes químicos para processar materiais sensíveis ao calor. O processo é feito então a temperaturas entre 45 e 70 °C. Os agentes químicos podem ser os gases Formaldeído ou Óxido de etileno. Existe ainda outro moderno processo químico através de peróxido de hidrogênio, que é injetado vaporizado numa câmara de alto vácuo e sob a forma de plasma (gerado por campo eléctrico ou magnético), efetuando assim o processo de esterilização. Este sistema permite esterilizar uma vasta gama de produtos e aparelhos a baixa temperatura (~35 °C) de maneira rápida, segura e sem umidade. Usa alto-vácuo de modo a permitir a geração do plasma e consequentemente a eficiente penetração do esterilizante em todos os materiais.

### Autoclave gravitacional
O vapor é introduzido na câmara interna do equipamento forçando a saída do ar contido previamente na mesma, o aquecimento é feito de fora para dentro e o sistema de secagem alcança um vácuo de capacidade média.
Porém, a fase de secagem é limitada, pois não possui capacidade para remover completamente o vapor. Pode apresentar umidade ao final do processo devido a dificuldade de remoção do ar.
A ANVISA, agência regulatória brasileira, proíbe sua utilização quando a capacidade é superior a 100 litros em c.m.e classe 02 (rdc 15 cap. 1º seção IX art. 91)

### Autoclave de alto vácuo
Considerada mais segura que a gravitacional, esta autoclave possui uma bomba de vácuo com alta capacidade de sucção do ar. A autoclave de alto vácuo introduz vapor na câmara interna sob alta pressão com ambiente em vácuo. O ar da câmara interna é retirado pela alta capacidade de sucção da bomba de vácuo gerando maior segurança; além disso, a sucção também permite a remoção da umidade interna ao final do processo reduzindo o tempo de exposição, esterilização e secagem.

### Autoclave de vácuo único
Este aparelho remove o ar de uma única vez num curto espaço de tempo.
Devido a isso, pode apresentar formação de bolsas de ar.

### Autoclaves de vácuo fracionado
Esta autoclave remove o ar em intervalos, com injeção simultânea de vapor.
Neste tipo de autoclave a formação de bolsas de ar é menos provável.

## Aspectos técnicos e legais
De acordo com a ANVISA, antes de se utilizar uma autoclave, bem como anualmente, é necessária a validação da mesma, compreendendo a qualificação da instalação, qualificação de operação e qualificação de desempenho, registrando e documentando as informações obtidas, de forma a serem facilmente rastreadas. (RDC 15/2012 Art. 4º).
- Qualificação da instalação: evidência documentada, fornecida pelo fabricante ou distribuidor, de que o equipamento foi entregue e instalado de acordo com as suas especificações;
- Qualificação de operação: evidência documentada, fornecida pelo fabricante ou distribuidor, de que o equipamento, após a qualificação da instalação, opera dentro dos parâmetros originais de fabricação;
- Qualificação de desempenho: evidência documentada de que o equipamento, após as qualificações de instalação e operação, apresenta desempenho consistente por no mínimo 03 ciclos sucessivos do processo, com parâmetros idênticos, utilizando-se pelo menos a carga de maior desafio, determinada pelo serviço de saúde.[6]

Para a qualificação de operação e de desempenho deve-se verificar os parâmetros de funcionamento (certificados de calibração, testes de hermiticidade, Bowie & Dick, integridade de filtros, medidores), a distribuição de calor a vazio e com carga (homogeneidade), estudo da letalidade do processo (com a verificação de controles físicos e biológicos), treinamento de pessoal e  protocolo de liberação de uso.

### Qualificação operacional
Para que o aparelho esteja em condições confiáveis para funcionar são necessários diversos testes. Dentre eles estão o de controles, alarmes, funções de monitoramento, indicadores de operação, integridade da câmera (para manutenção da pressão) e manutenção do aparelho. Além disso, o trabalhador responsável deve estar bem treinado e qualificado para estar em tal posição.
A remoção do ar no interior da câmara é fundamental para que o processo de esterilização seja efetivo, principalmente se o aparelho for do tipo deslocamento gravitacional, pré-vácuo ou mistura ar-vapor, já que sua presença poderá criar pontos frios dentro dela. A forma mais eficaz para tal remoção é a por pulsos repetidos de vapor intercalados com vácuo, a qual elimina o intervalo de aquecimento entre a massa a ser esterilizada e a temperatura da câmara. A verificação da eficácia dessa etapa é feita através do teste de Bowie-Dick, a qual deve mostrar uma mudança de cor uniforme em seu indicador respectivo.
Já o vapor deve estar entre as duas fases de agregação: líquida e gasosa. Tal mudança entre tais fases depreende de uma grande energia, a qual é usada na destruição térmica dos microrganismos. A qualidade dele é fundamental, sendo que o ideal (100 % de saturação), consiste de 100 partes de água no estado linear e 0 no estado líquido, que afeta o grau de esterilidade e secagem posterior do material.
A distribuição do calor na câmara do aparelho é outro fator a ser cuidadosamente estudado pois permitirá descobrir a variação de temperatura dentro dela, sendo feita com ela vazia e preenchida, usando sensores de temperatura calibrados e ampolas de bioindicadores. Tais testes usam o ciclo máximo e mínimo de tempo e temperatura especificados para o equipamento analisado e devem demonstrar que a temperatura entre o interior e o exterior do produto a ser esterilizado atingiu os limites estabelecidos no protocolo respectivo. Os sensores usados devem ser capazes de produzir dados simultâneos com os dados pré-estabelecidos para determinar os locais onde a temperatura é atingida em tempos menores ou maiores. Depois que o primeiro teste for feito, deve-se repeti-lo com cada material que será esterilizado no aparelho, usando a carga máxima dele e colocando os sensores nos pontos onde o vapor tem maior dificuldade para penetrar. Os sensores de temperatura, chamados de termopares, precisam estar colocados na carga a ser esterilizada em posições decididas previamente, assim como devem estar acoplados a um registrador de temperatura que marcará seus valores em intervalos de tempo pré-estabelecidos, acompanhando o aquecimento e acompanhar a distribuição de calor na carga. Seu número pode variar, dependendo do volume do aparelho que será analisado. Durante o tempo em que a carga é submetida ao calor úmido do autoclave, a temperatura deles deve ficar entre 119 e 122 °C e a diferença entre eles não deve superar 0,5 °C.